# Septuaginta

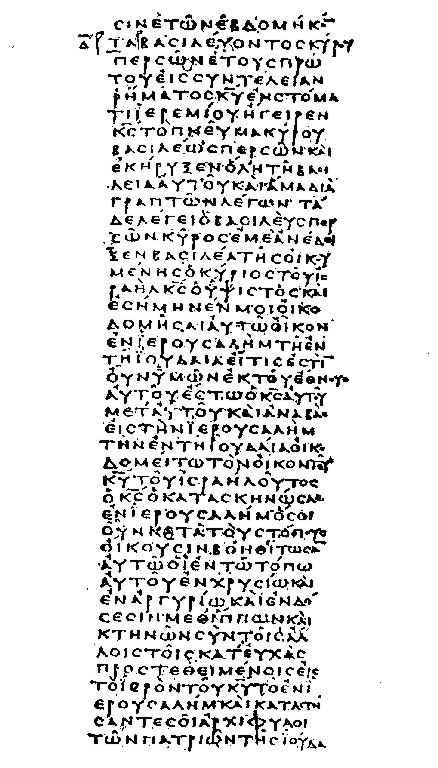
Columna en caracteres unciales de textos de Esdras, tal como se los lee en la Biblia Septuaginta.

La Biblia griega, también conocida como Biblia Septuaginta o Biblia de los Setenta (en griego antiguo: ἡ Μετάφρασις τῶν Ἑβδομήκοντα; en griego moderno: Μετάφραση των Εβδομήκοντα; en latín: Septuaginta o Vetus Testamentum Graece iuxta LXX interpretes), y generalmente abreviada LXX, es la traducción más antigua existente en griego koiné de los libros hebreos y arameos de la Biblia hebrea. La Septuaginta también incluye algunos libros que fueron escritos originalmente en griego. 
Se piensa que los cinco libros del Pentateuco (o sea la Torá, también llamada "La Ley") fueron traducidos bajo el reinado de Ptolomeo II (285-246 a. C.), y los otros libros hebreos y arameos más tarde. Las traducciones de los últimos de los libros proféticos aparecieron probablemente antes del año 130 a. C. circa. Se calcula que el más reciente de los libros de la Septuaginta, la Sabiduría, fue escrito entre los años 80 y 50 a. C. Algunos eruditos sitúan en el siglo I de la Era Cristiana la traducción al griego de los libros de Ester, Rut, Eclesiastés, Lamentaciones y el Cantar de los Cantares, quizás por Aquila (activo alrededor del año 130 d. C.).

## Características
La Septuaginta representa una síntesis en que se subraya el monoteísmo judío e israelita, así como el carácter universalista de su ética.
La Biblia Septuaginta fue el texto utilizado por las comunidades judías de habla y cultura griega fuera de Judea. Luego, la iglesia cristiana primitiva también la utilizaba pues muy pocos cristianos pudieran leer el hebreo. De hecho, la partición, la clasificación, el orden y los nombres de los libros del Antiguo Testamento de las Biblias cristianas no viene del Tanaj o Biblia hebrea, sino que proviene de los códices judíos y cristianos de la Septuaginta.
Ya antes de Cristo se hacían recensiones de la Septuaginta para acercarla al texto vigente en hebreo. Por eso los eruditos suelen distinguir estos desarrollos posteriores de lo que suponen ser el texto original de la Septuaginta, que denominan el "Griego Antiguo" (en inglés "Old Greek", abreviado como "OG"). El uso de este término puede ser o ideal o práctico: idealmente, es el texto original griego "tal como salió de la mano del traductor"; pero en la práctica, dado que el original por lo general no se conserva puramente, es la forma griega más antigua recuperable a través de la evidencia sobreviviente. Así el término "Septuaginta" es bastante ambiguo, y algunos eruditos dicen que, "De hecho, no existe tal cosa como La Septuaginta." Otros han escrito que, "¿Qué es, pues, La Septuaginta? Para hablar muy a las claras, es una palabra mediocre de conveniencia que conlleva mucha inutilidad. Pero parece que tengamos que aceptar que no se desaparecerá." Dicen ello en referencia al confuso proceso formativo de la misma.
La base de la traducción griega de la Septuaginta de los libros aceptados en la Biblia hebrea fue un texto que a veces se acercaba a la tradición heredada en el texto masorético, y a veces era bastante diferente.

## Etimología
El nombre de Septuaginta se debe a que solía redondearse a 70 el número total de sus 72 presuntos traductores. La Carta de Aristeas presenta una antigua versión de acuerdo con la cual, por instrucciones de Ptolomeo II Filadelfo (284-246 a. C.), monarca griego de Egipto, 72 sabios judíos enviados por el Sumo sacerdote de Jerusalén, trabajaron por separado en la traducción de los textos sagrados del pueblo judío. Según la misma leyenda, la comparación del trabajo de todos reveló que los sabios habían coincidido en su trabajo de forma milagrosa. Casi todos los académicos actuales no aceptan La carta de Aristeas como genuina, y la nombran La carta de pseudo-Aristeas.
Sin embargo, al presente sabemos que uno de los criterios de autoridad más frecuentemente implementados en esos contextos histórico-geográficos, consistía en atribuir a los textos sagrados algún supuesto origen que se pudiera remontar a hechos extraordinarios. Aunque en general se trataba de textos vertidos de lenguas semíticas (hebreo y arameo), algunos de estos escritos fueron originalmente redactados en lengua griega.
En general se piensa que la LXX habría sido formada con el objetivo de cultivar la fe de las comunidades de israelitas piadosos que vivían en la Diáspora, y que se comunicaban en la lengua griega común (koiné). En aquella época, residía en Alejandría una muy nutrida y numerosa comunidad de inmigrantes hebreos. Sin embargo, dado que la orden habría provenido del rey Ptolomeo II Filadelfo, también es probable que el fin de la misma fuera proveer a la Biblioteca de Alejandría de una versión griega de los textos sagrados hebreos.

## Proceso formativo
Para su formación, la mayoría de los escritos sagrados judíos debieron ser vertidos de versiones arameas y hebreas al griego. Su traducción inició en el siglo III a. C. (c. 280 a. C.), y concluyó hacia finales del siglo II a. C. (c. 100 a. C.). Inicialmente fue traducida la Torá, Libro de la Ley o Pentateuco y el resto del trabajo se completó paulatinamente, en los dos o tres siglos siguientes. El filósofo judío Aristóbulo, quien vivió en Alejandría durante el reinado de Faraón Ptolomeo VI Filometor (145 a. C.), confirma el dato acerca de la Torá, al referirse a ella en una carta al rey en los siguientes términos:

“[…] la completa traducción de todos los Libros de la Ley (el Pentateuco), en los tiempos del rey Filadelfo, ancestro vuestro […]”

Aunque no se conoce exactamente la fecha y el lugar de estas traducciones, los estudiosos proponen que una escuela de traductores se ocupó de verter el Libro de los Salmos de David, en Alejandría, hacia el año 185 a. C. Más tarde tradujeron los Libros de Ezequiel y Jeremías, así como el Dodecaprofetón, o Libro de los XII Profetas [Menores]. Más tarde tradujeron los escritos históricos: (Josué, Jueces y Reyes), y, luego, finalmente, el Libro de Isaías. El Libro de Daniel fue traducido alrededor del año 150 a. C. Los Libros de los Macabeos, Sabiduría y Eclesiástico, fueron incorporados en el curso de los siglos II - I a. C. Algunos eruditos sitúan en Palestina, durante el siglo I de la Era Cristiana, la traducción al griego de los libros de Ester, Rut, Eclesiastés, Lamentaciones, y el Cantar de los Cantares, acaso por Aquila.
Los escritos y textos hebreos y arameos, que sirvieron de base para la formación de muchos elementos de la Biblia Septuaginta, carecían de gramemas dotados de valores fonéticos vocales, capitalización (alternancia mayúsculas/minúsculas), signos de puntuación y acentuación, algunos ciertos tipos de conectores lógicos, y algunas conjunciones, artículos, prefijos y sufijos adverbiales y/o preposicionales. (Más tarde, se agregaron al idioma hebreo algunos signos con valores fonéticos vocálicos, surgiendo así el llamado texto masorético). Estos antecedentes podrían contribuir a explicar algunas diferencias interpretativas entre la Biblia griega de los LXX y el texto hebreo-arameo conocido, y el hecho de que algún tiempo después, en ambientes judíos, algunos revisores hubieran procedido a tratar de “corregir” la Biblia alejandrina a fin de asimilarla a este último.
Esta compilación de textos y de escritos sagrados judíos en griego o traducidos al griego fue, desde un principio, bastante socorrida para ilustrar la fe de las comunidades judías e israelitas de la Diáspora, permitiendo el acceso a los textos sagrados de sus padres y ancestros a las comunidades de israelitas piadosos que no hablaban hebreo, ni arameo.

## Historia del texto
Los manuscritos más antiguos de los LXX conocidos hasta ahora, son fragmentos del siglo II a. C. del Levítico y el Deuteronomio (Rahlfs, Núms. 801, 819, y 957), y fragmentos del siglo I a. C. del Génesis, Éxodo, Levítico, Números, Deuteronomio y los profetas menores (Rahlfs, Núms. 802, 803, 805, 848, 942, y 943).
En Qumrán fueron hallados los manuscritos del Mar Muerto, rollos con fragmentos griegos de Éxodo (7Q1), Levítico (4Q119-120), Números (4Q121), y Deuteronomio (4Q120,122); así como porciones de algunos de los libros deuterocanónicos: las dos terceras partes de Sirácides (Gruta 2), porciones de Tobías (Gruta 4), de Baruc (Gruta 7), de la Epístola de Jeremías (7Q2), y, muy probablemente, de Susana (4Q551).
Al realizar el trabajo filológico, se observan variaciones, a veces muy importantes, entre los textos encontrados en los diferentes códices de la Septuaginta y entre estos y el texto masorético. Durante muchos siglos, los estudiosos bíblicos pensaron que todas las variantes textuales y estilísticas entre la Septuaginta y el Tanaj tan solo eran producto de malas traducciones, del desconocimiento cabal del Tanaj, de errores de copistas, o incluso de la falta de interés en la fidelidad al texto hebreo-arameo.
Sin embargo, cuando a partir de los descubrimientos de Qumrán los estudiosos finalmente tuvieron a su alcance los rollos manuscritos del Mar Muerto, pudieron darse cuenta de que las variaciones propias de la Septuaginta se hallaban reflejadas también en manuscritos hebreos y arameos bastante más antiguos que las formas actuales del Tanaj judía; las cuales se derivan del texto masorético, que data de los siglos IV-VIII de la Era Cristiana.
Una lectura atenta de los Códices griegos revela que los textos asentados en la Biblia LXX representan fielmente, con certeza total, textos en un estado “primitivo”, carente de un estilo pulido y acabado, mucho más primario y primigenio, que el actual texto hebreo-arameo masorético, bastante más pulido y editado en el curso de los siglos posteriores. Y tales diferencias se perciben de un modo sumamente especial en libros que presentan variantes consistentes en el orden de versos, ideas inacabadas o faltas de pulido, presentes en la versión LXX de los Libros de Samuel, Reyes, Ester, Job, Proverbios, Isaías, Jeremías, Lamentaciones, y Daniel. El actual texto hebreo-arameo masorético refleja numerosas correcciones en términos de estilo, que incluyen variaciones en el orden de numerosos versos y pasajes, y redondeo de ideas que no habían sido asentadas de forma digerida, correcta o elegante en los antiguos textos hebreos y arameos premasoréticos, de donde fue tomada, de forma más temprana, la Biblia Septuaginta.
Ante las controversias suscitadas en torno de estos hechos, algunos estudiosos señalan que, en numerosos casos, en Qumrán se han hallado manuscritos hebreos que avalan la versión griega de los LXX, y otros que respaldan al texto masorético. Se ha determinado finalmente, que aquellos manuscritos que avalan la Septuaginta son mucho más antiguos que aquellos que respaldan al texto masorético.
Hacia el año 70 de la Era Cristiana, un grupo de rabinos que habían escapado del asedio de Jerusalén, se reunieron en Yamnia, y fundaron una escuela. Y hacia el 95 de la Era Cristiana, llegaron a un consenso sobre la lista (o canon) de los libros hebreos que habrían de ser parte del Tanaj judía, quedando establecido así el llamado Canon Palestinense para la mayoría de los judíos de habla y cultura hebrea, a principios del siglo II de la Era Cristiana. El Canon Palestinense significó el rechazo de una serie de textos que grupos de maestros judíos de habla griega habían incluido en el llamado Canon Alejandrino, o Biblia de los Setenta, en los siglos II y siglo I a. C. El Canon Alejandrino sigue siendo utilizado por la escuela rabínica de Alejandría. Por una tradición histórica que data del siglo XVI, se llama protocanónicos a todos los escritos comúnmente admitidos en el Tanaj hebreo, y deuterocanónicos a todos los escritos presentes en la Biblia griega de los LXX, pero no en el Tanaj. La voz “deuterocanónico” significa “del segundo canon”, en contraposición a la voz “protocanónico”, que significa “del primer canon”. Sin embargo, hoy se sabe que, en orden cronológico, el Canon Alejandrino fue primero que el Palestinense.
Hacia fines del siglo I, y principios del siglo II, el judío Teodoción hizo una revisión de la LXX, tratando en lo posible de hacerla coincidir con los textos hebreo-arameos con ciertas ediciones propias de esa época, los cuales hoy se llaman los “protomasoréticos” —debido a que de ellos se derivan los textos masoréticos de siglos subsecuentes—, los cuales ya incluían algunas importantes “revisiones” tempranas de grupos de rabinos de esos siglos. Entre 123 d. C. y 130 d. C., Aquila de Sinope hizo una nueva traducción, siguiendo textos hebreos de manera literal. Símaco hizo una nueva traducción hacia 170 d. C., en la que buscaba mejorar la calidad de la redacción griega. Hasta ese momento, todavía los libros más tarde compilados bajo el término “Biblia” solían circular por separado. Así, la Septuaginta no es la única Biblia griega hecha en la antigüedad: hubo también las versiones de Aquila de Sinope, Símaco el ebionita y Teodoción, a veces llamadas "hexapláricas" por ser incluidas en los fragmentos de la Hexapla de Orígenes.
En el siglo III, Orígenes compuso la Hexapla, en donde compara en forma de columnas seis versiones enteras del Antiguo Testamento, la quinta de las cuales corresponde a la Septuaginta. A partir de esta, y tras cotejarla con nuevas traducciones, Orígenes editó una versión completa, en la cual indicó las diferencias con el texto masorético hebreo-arameo, llenando los pasajes omitidos de forma primigenia con textos procedentes de la edición tardía (del siglo II) del judío Teodoción. Aunque la Hexapla como conjunto se perdió, se conservan fragmentos importantes. Otras ediciones de la Septuaginta, han sido atribuidas a Hesiquio de Jerusalén y a Luciano de Antioquía.
Los manuscritos bíblicos extensos más antiguos que incluyen la Versión de los LXX en la parte de sus textos correspondiente al Antiguo Testamento de las Biblias cristianas, son el Códex Sinaíticus y el Codex Vaticanus, del siglo IV, y el Códex Alexandrinus, de la primera mitad del siglo V. Existen algunas diferencias textuales, de número y de orden de los libros, entre estos tres Códices: El Códex Sinaíticus omite algunos textos, aún protocanónicos, e incluye I y IV Macabeos. El Códex Vaticanus omite los cuatro Libros de los Macabeos, e incluye algunas partes y pasajes propios del texto griego conocido del Libro de Enoc. Y el Códex Alexandrinus incluye los cuatro Libros de los Macabeos, tanto los dos primeros deuterocanónicos como los dos últimos que son canónicos solo para la Iglesia ortodoxa, el Libro de las Odas y el Libro de los Salmos de Salomón.

## Diferencias canónicas
La Biblia Septuaginta, además de los textos del Tanaj o Biblia hebrea, incluye algunos otros. Estos textos reciben varias nomenclaturas: las iglesias cristianas ortodoxas los llaman “anagignoscomenos”, y la Iglesia católica los llama “deuterocanónicos”. La mayoría de las iglesias protestantes actuales, sin embargo, los denominan apócrifos. Estos libros fueron leídos por maestros judíos de habla griega y por comunidades judías de habla y cultura griega de los siglos II - I a. C., e incorporados a los códices de la Biblia desde entonces y en siglos subsecuentes, con diferencias regionales, por las comunidades cristianas primitivas. La mayoría son reconocidos como canónicos e incluidos en la Biblia hasta la actualidad por todas las iglesias cristianas ortodoxas (calcedonianas y no calcedonianas), y también por la Iglesia católica, aunque con algunas diferencias entre los libros aceptados por una u otra iglesia. Algunas ramas del protestantismo, como los luteranos y anglicanos, incluyen estos libros en sus Biblias, y los consideran lecturas recomendables, ricas en enseñanzas, aunque no como textos de autoridad normativa o dogmática.
Existen cuando menos unos cinco libros en la Biblia LXX que —por influencia de Jerónimo— no son reconocidos por la Iglesia católica como deuterocanónicos. Ellos son 1 Esdras (llamado en la Vulgata 3 Esdras), 3 Macabeos, 4 Macabeos, Odas y Salmos de Salomón. Los primeros dos libros sí son reconocidos por la Iglesia ortodoxa; 4 Macabeos y Odas tienen un reconocimiento parcial dentro de las distintas tradiciones ortodoxas.[cita requerida]
Dichas series de textos, algunos de los cuales fueron redactados de forma original en lengua griega, hoy son reconocidas y agrupadas por múltiples autores bajo el nombre conjunto de “Plus de los LXX” o “Plus de la Septuaginta”. Para efectos de estudio, en las siguientes líneas se ha desarrollado de forma detallada un listado muy primario de estos documentos:
1. El Libro III de Esdras [E][16][17]
2. El Libro de Tobit —en algunas versiones llamado “Libro de Tobías”— [EW]
3. El Libro de Judit [EW]
4. El Libro de la Sabiduría [EW]
5. El Libro del Eclesiástico —en algunas versiones llamado “Libro de Sirácides”, o “Libro del Sirácida”—, junto a su respectivo “Prólogo del traductor griego” (Capítulo 1a)[18] [EW]
6. El Libro de Baruc propiamente dicho (Baruc 1:15'—5:9), junto a su respectivo Exordio (Baruc 1:1-15') [EW]
7. La Epístola de Jeremías —nomenclaturada, en la Biblia Latina, “Capítulo 6” del Libro de Baruc—, junto a su respectivo Epígrafe (Verso 1a, o 1bis) [EW]
8. Los Libros I y II de los Macabeos [EW]
9. Los Libros III y IV de los Macabeos [E]
10. El Libro de las Odas; que incluye la Oración de Manasés [C] y el Himno Matutino [C], y otros 13 textos [C] retomados de otros libros bíblicos canónicos, junto con sus epígrafes [C]
11. El Libro de los Salmos de Salomón, junto con sus Epígrafes [C]
12. Numerosas variantes aditivas, substractivas y ordinales a varios de los libros protocanónicos del Antiguo Testamento, más o menos mayores en el caso del texto de los Libros de Samuel, los Reyes, Ester, Job, los Salmos de David, los Proverbios, Isaías, Jeremías, y las Lamentaciones [EH]

Entre estas variantes se destacan, de manera especial:
1. Variantes aditivas, substractivas y/o substitutivas mayores consistentes al Libro de Ester —comúnmente agrupadas bajo el nombre conjunto de “Resto de Ester”—, junto a su respectivo Colofón (Ester 10:3l, o 10:14) [EW]
2. El Resto del Epílogo al Libro de Job (Job 42:17a-17e, o 42:18-22) [E]
3. Varios de los Epígrafes propios de los Capítulos del Libro de los Salmos de David[19] [E]
4. El Salmo 151 o Capítulo 151 del Libro de los Salmos de David, junto a su respectivo Epígrafe (Salmos 151:1a) [E]
5. El Introito del Libro de las Lamentaciones (Lamentaciones 1:1a) [E]
6. El texto griego antiguo, OG,[20] del Libro de Daniel, conteniendo variantes aditivas, substractivas y ordinales más o menos mayores a varios de los textos, pasajes y capítulos de dicho documento [CH]

Entre estas variantes se destacan, de forma peculiarmente especial:
1. El texto griego antiguo, OG, del pasaje Daniel 3:24bis-90; que incluye la Oración de Azarías y el Himno de los 3 Jóvenes, junto a sus respectivas Notas complementarias [EWT]
2. El texto griego antiguo, OG, de la Historia de Susana —nomenclaturada, en la Biblia Latina, “Capítulo 13” del Libro de Daniel—, junto a su respectivo Epílogo (Verso 63 OG, según el numeral de Alfred Rahlfs) [EWT]
3. El texto griego antiguo, OG, de la Historia de Bel y el Dragón —nomenclaturada, en la Biblia Latina, “Capítulo 14” del Libro de Daniel—, junto a su respectivo Epígrafe (Verso 1 OG, según el numeral de Alfred Rahlfs) [EWT]

Algunos importantes manuscritos de la Biblia Septuaginta incluyen, asimismo, las partes y pasajes propios del texto griego conocido de:
1. El Libro de Enoc [C]
2. El Libro de los Jubileos [C]
3. Las Apocalipsis de Baruc [C]
4. Los Paralipómenos de Baruc[21] [C]

Algunas breves siglas:
- [C] Incluido completo en uno  alguno de los Códices de la Biblia LXX, aunque no recibido de forma consensual por todos los Patriarcados que forman parte de la Iglesia Ortodoxa. Algunos de estos textos han sido recibidos por algunos de ellos, y/o también por algunas Iglesias ortodoxas orientales.
- [E] Incluido completo en el Canon Amplio Oriental del Antiguo Testamento, seguido por las Biblias propias de la Iglesia Ortodoxa. Todos estos libros están dentro del canon de las iglesias nestorianas y del canon de la Iglesia Copta.
- [W] Incluido completo en el Canon Amplio Occidental del Antiguo Testamento, seguido por las Biblias propias de la Iglesia católica latina occidental.

La mayoría de los libros de estas series fueron escritos durante el período intertestamentario; es decir, son algo más tardíos que el resto de los libros del Antiguo Testamento, y algo más tempranos que los escritos propios del Nuevo Testamento; por lo cual representan cierta continuidad lógica y necesaria, y suplen las lagunas culturales de otra forma existentes entre ambos Testamentos. De la misma manera, algunos de estos textos representan creencias y valores ancestrales de tribus israelitas no judías; es decir, que existieron fuera del judaísmo de Judá, o Judea.

## Ediciones impresas
- La editio princeps es la Biblia políglota complutense basada en manuscritos ahora perdidos, parece transmitir versiones muy antiguas.[23]
- La Edición Aldina, iniciada por Aldo Manucio, apareció en Venecia en 1518. El texto es más cercano al Codex Vaticanus que al de la Complutense.
- Más utilizada ha sido la Edición Romana, o Sixtina, la cual reproduce el Codex Vaticanus. Fue publicada en 1586, bajo la dirección del Cardenal Caraffa, por orden del papa Sixto V, para apoyar la traducción de la Vulgata, ordenada por el Concilio de Trento. Ha sido reeditada varias veces.
- La Edición de Grabe fue publicada en Oxford, de 1707 a 1720, y se basa en el Codex Alexandrinus, que se encuentra en el Museo Británico de Londres.
- La Edición de Swete, conocida de forma común y familiar como Biblia de Cambridge, se basa de manera preferente en el Códex Vaticanus, si bien teniendo en cuenta variantes y porciones retomadas de numerosos Códices, mayores y menores. Fue impresa y editada por la Universidad de Cambridge, y dada a conocer en tres gruesos volúmenes que fueron siendo publicados en los años de 1887, 1891 y 1894. Algunas reediciones de la misma, aunque no la primera, incluyen ciertas partes y pasajes propios del texto griego conocido del Libro de Enoc, cuya edición se basa en el Códex Vaticanus, así como en el Códex Panopolitanus.
- La Edición de Tischendorf, conocida de forma común y familiar como Biblia de Oxford, se basa en el Códex Sinaíticus. Fue impresa y editada por la Universidad de Oxford, y publicada en el año de 1922. (Constantino de Tischendorf ya había publicado, con anterioridad, el Nuevo Testamento del Códex Sinaíticus en 1911.)
- Alfred Rahlfs, estudioso alemán que dedicó varias décadas de su vida al rescate del texto de la Biblia Septuaginta, en Gotinga, Sajonia, comenzó su Edición en 1917, la cual una vez completa fue publicada en 1935. Se basa de manera preferente en el Códex Alexandrinus, el más completo de los tres grandes códices griegos, si bien incluye algunas series de variantes del Códex Vaticanus, el Códex Sinaíticus, y algunas otras fuentes, y ofrece notas críticas respecto a las variantes de las distintas fuentes.[24] Se realizaron numerosas ediciones: 1.ªEd. 1935; 3.ªEd. 1949; 4.ªEd. 1950; 5.ªEd. 1952; 6.ªEd. 1959; 7.ªEd. 1962; 8.ªEd. 1965.
- The Göttingen Septuagint (Vetus Testamentum Graecum: Auctoritate Academiae Scientiarum Gottingensis editum) es considerada la mejor edición crítica. Ha sido publicada por Volúmenes, entre 1931 y 2006, y aún no está completa. Presenta numerosas variantes de muy distintas fuentes.[25]
- En 2006, la Sociedad Bíblica Alemana publicó una revisión de la Edición de Rahlfs, revisada por Robert Hanhart. Esta editio altera incluye miles de variantes respecto a la edición original.[26]

## Traducciones impresas
- En el año de 1851, Sir Lancelot C.L. Brenton publicó la primera Traducción Inglesa de la Biblia Septuaginta Griega. Esta versión se ciñe al Canon Amplio Oriental, seguido por las Biblias cristianas ortodoxas, que incluye el Salmo 151, la Oración de Manasés,[27] y los Libros III de Esdras, y III y IV de los Macabeos.
- En el año 2007, un equipo de estudiosos de la Organización Internacional para Estudios de la Septuaginta y Afines publicó una Nueva Traducción Inglesa de la Septuaginta. Esta versión incluye, junto a los habituales del Canon Ortodoxo, el Libro de los Salmos de Salomón, y versiones alternas comparadas de textos paralelos de los libros de Josué, los Jueces, Tobías, Daniel, Susana, y Bel y el Dragón.
- En el año de 1986, un equipo de estudiosos de La Sorbona de París comenzó a publicar, por entregas de Tomos y Volúmenes, La Bible d'Alexandrie, traducción al francés de la Biblia LXX. Esta versión francesa no ha sido terminada hasta la fecha.
- En el ámbito hispánico, desde 1928 existe la Biblia de Jünemann, una traducción literal de la Biblia griega al español hecha por el sacerdote de origen alemán Guillermo Jünemann. El Antiguo Testamento de esta versión está basado en gran parte de la Septuaginta. La Biblia de Jünemann se ciñe al Canon Amplio Occidental, seguido por las Biblias católicas, aunque en Versión OG.[20]
- Un equipo de traductores dirigido por Natalio Fernández Marcos y María Victoria Spottorno Díaz-Caro, del CSIC, tradujo al español la Septuaginta a partir de las últimas ediciones críticas. En 2008 apareció el primer volumen, con el Pentateuco (Ediciones Sígueme, Salamanca). A finales de 2011 apareció el segundo volumen (Libros históricos). En noviembre de 2013, el tercero (Libros poéticos y sapienciales). Y finalmente, en octubre de 2015, se publicó el cuarto y último volumen (Libros proféticos).

## Archivos informáticos
- La Edición de Swete del Antiguo Testamento Según los LXX, se encuentra disponible en formato de archivo escanográfico en el sitio de Christian Classics Ethereal Library.
- El archivo de texto más completo de la Edición de Rahlfs de la Biblia Septuaginta, en griego koiné original, ha sido el capturado por un equipo de estudiosos del Centro de Análisis Computarizado de Textos (CCAT) de la Universidad de Pensilvania, y está disponible en formato de estudio morfológico en el sitio del CCAT, y en formato navegable (HTML) en el sitio de Thesaurus Indogermanischer Text und Sprachmaterialien (TITUS), auspiciado por la Universidad Johann Wolfgang Goethe, de Fráncfort del Meno, y en Internet Sacred Text Archive (en este último sitio, con opción a compra en formato privativo). Este archivo contiene las seis variantes más notorias del documento histórico, que son dos diferentes versiones de Josué, de los Jueces, de Tobit, de Daniel, de Susana, y de Bel y el Dragón.
- La Traducción Inglesa de Brenton, es posible encontrarla en formato navegable, con opción a compra en formato propietario, en el sitio de la English Translation of the Greek Septuagint Bible.
- La Nueva Traducción Inglesa, es posible encontrarla para ser descargada por partes en formato propietario de archivos PDF en el sitio de la NETS (New English Translation of the Septuagint).
- Así mismo, es posible descargar gratuitamente, en formato privativo, el archivo CCAT sobre el texto de Rahlfs, hasta en 8 distintas opciones de mapeo, partición y acentuación del mismo (con ciertas omisiones, sin embargo, con respecto del texto del CCAT, como son las versiones alternas más tardías de 6 de los escritos doblemente vertidos), desde The Unbound Bible, un proyecto de Biola University, así como el archivo de La Sagrada Biblia de Don Guillermo Jünemann, que ha sido creado por VE Multimedios Archivado el 4 de marzo de 2018 en Wayback Machine..